# Wim Crouwel
Wim Crouwel, właśc.Willem Hendrik Crouwel (ur. 21 listopada 1928 w Groningen, zm. 19 września 2019 w Amsterdamie) – holenderski projektant, typograf, twórca krojów pisma. W latach 1947–1949 studiował sztuki piękne w Academie Minerva w Groningen. W latach 1952–1953 uczył się typografii w Instituut voor Kunstnijverheidsonderwijs (obecnie Gerrit Rietveld Academie) w Amsterdamie.
Karierę zaczynał jako malarz, ale porzucił malarstwo, gdy w latach 50. odkrył szwajcarską szkołę projektowania. Podczas pobytu w Szwajcarii obserwował narodziny międzynarodowego stylu typograficznego (ang. International Typographic Style).
W latach 1963–1966 pełnił funkcję sekretarza generalnego stowarzyszenia Icograda (ang. International Council of Graphic Design Associations – Międzynarodowa Rada Stowarzyszeń Grafików Projektantów). W 1963 roku był jednym ze współzałożycieli multidyscyplinarnego studia projektowego Total Design (obecnie Total Identity), uznawanego za siłę napędową holenderskiego dizajnu. W latach 1964–1985 współpracował ze Stedelijk Museum w Amsterdamie. Odpowiedzialny za identyfikację wizualną muzeum, projektował katalogi, broszury, plakaty typograficzne, a także opracował krój pisma Architype Stedelijk (1968), który po raz pierwszy pojawił się na plakacie Vormgevers (Projektanci): całą płaszczyznę afisza wypełnia charakterystyczna siatka modułowa z rozrysowanymi na niej znakami liter.
Twórczość Crouwla zakorzeniona jest w międzynarodowym stylu typograficznym, który wyróżnia się bazowaniem na siatkach matematycznych i wykorzystaniem fontów bezszeryfowych. Na fundamencie szkoły szwajcarskiej Crouwel stworzył typografię na miarę rozwijającego się społeczeństwa informacji.

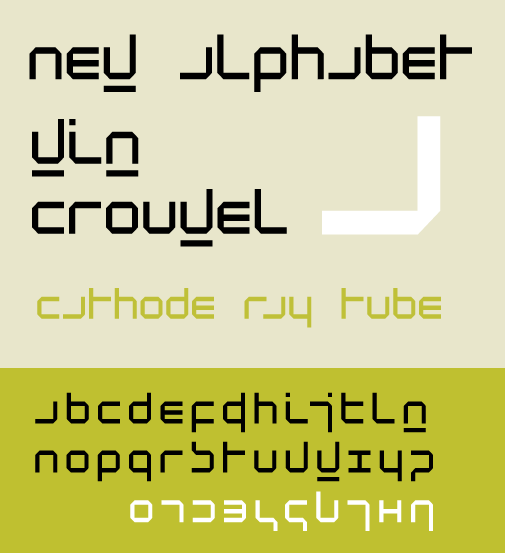
New Alphabet, 1967

W 1967 roku zaprojektował New Alphabet. Znaki liter – skomponowane wyłącznie z linii poziomych i pionowych – opracowano przy użyciu systemu modularnego zbudowanego na siatce kwadratów. New Alphabet wyrasta z inspiracji obrazami generowanymi przez wyświetlacze oparte na technologii CRT (ang. Cathode-Ray Tube). Krój pisma miał charakter czysto eksperymentalny. W oderwaniu od tekstu znaki liter „a”, „g”, „k”, „w” czy „z” stają się nieczytelne. Mimo to zyskał popularność. W 1988 roku Brett Wickens i Peter Saville wykorzystali New Alphabet, projektując okładkę płyty Substance zespołu Joy Division.

Gridnik, 1974

Crouwel jest również twórcą krojów pisma Fodor (1973) oraz Gridnik (1974). Pierwszy powstał na okładkę magazynu wydawanego przez Museum Fodor w Amsterdamie. Drugi rozpowszechnił się dzięki znaczkom pocztowym, które Crouwel opracował na zlecenie Poczty Duńskiej (były w obrocie w latach 1976–2002). Z powodu swojego upodobania do siatek modułowych (ang. grid) projektant zyskał przydomek Mr. Gridnik.
Dał się również poznać jako twórca logotypów – do najbardziej znanych należą: logo Stedelijk Museum (1963), Randstad (1966), Rabobank (1973). Zaprojektował ponadto pawilon holenderski na Expo’70 w Osace.
W 2009 roku otrzymał nagrodę Gerrita Noordzija, przyznawaną przez Akademię Królewską i Muzeum Meermanno w Hadze za szczególny wkład w rozwój typografii.
W 2011 roku w londyńskim Design Museum, a następnie w Stedelijk Museum w Amsterdamie odbyła się retrospektywa twórczości projektanta: Wim Crouwel: A Graphic Odyssey.